# チャック (アルバム)
『チャック』（Chuck）は、Sum 41の3枚目のスタジオアルバム。今までのアルバムと違い、メタルの要素が深く加わっており、全米最高10位。
3rdアルバムのChuckというタイトルの由来は、アフリカのコンゴでバンドが突然の内戦に巻き込まれた際、バンドを救出してくれた国連職員の名前からである。Chuckに収録されているリード・シングル、We're All To Blameは、コンゴでの出来事にインスパイアされた曲と言われている。

## 収録曲
1. Intro
2. No Reason
3. We're All To Blame
東宝配給映画『ゴジラ FINAL WARS』挿入歌。製作の富山省吾プロデューサー曰く、ゴジラのために作られた曲とのこと[1]。
4. Angels With Dirty Faces
5. Some Say
6. The Bitter End
7. Open Your Eyes
8. Slipping Away
9. I'm Not The One
10. Welcome To Hell
11. Pieces
12. There's No Solusion
13. 88
14. Noots（日本語版ボーナストラック）
15. Moron（日本語版ボーナストラック）
16. Subject To Change（日本語版ボーナストラック）